# Polycystina
A Polycystina, más néven Polycystinea sugárállatkák osztálya. A legtöbb fosszilis sugárállatkát tartalmazza, mivel vázuk tengeri üledékekben gyakori, így az egyik leggyakoribb mikrofosszília-csoport. Ezek opálos szilikátokból állnak, egyesekben igen egyszerű spiculákkal, másokban összetettebb rácsokkal, például sugaras tüskéjű koncentrikus gömbökkel vagy kúpos kamrák sorozatával. Három rendje a kambriumban megjelent sugarasan szimmetrikus Spumellaria, a feltehetően az alsó devonban megjelent kétoldali szimmetriájú Nassellaria és a kolóniaképző Collodaria.

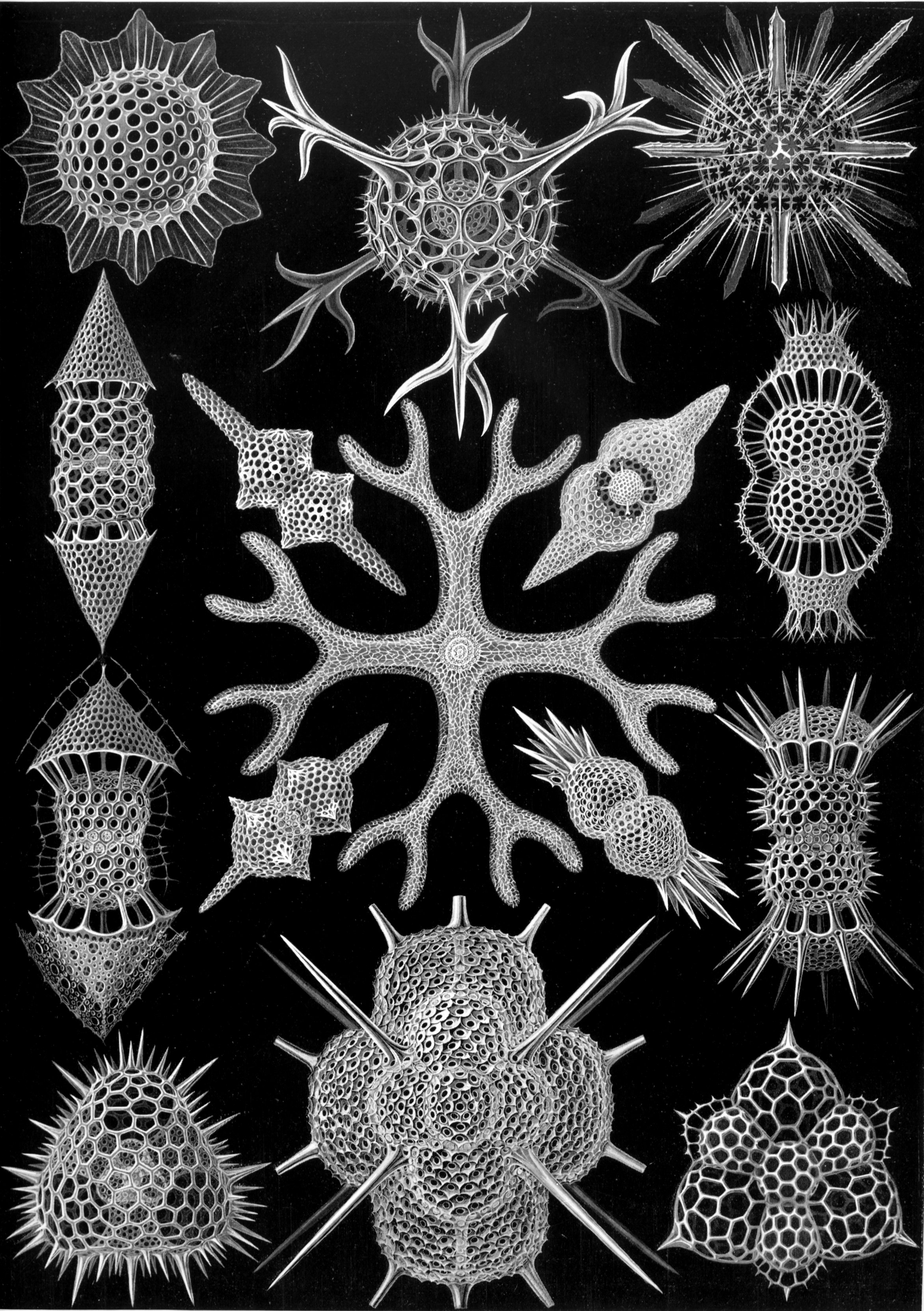
Spumellaria-képek Ernst Haeckel Kunstformen der Natur című könyvének 1904-es kiadásából

## Felépítés
Ekto- és endoplazmáját sejtbeli vastag, sűrű, pórusos központi kapszula választja el. Ennek határán a kapszulán belüli axoplasztokkal rendelkező axonémák haladnak át, bizonyos esetekben azonban azon kívül található központjuk.

## Táplálkozás
Számos faja heterotróf, de vannak mixotróf fajai is.

## Történet
Christian Gottfried Ehrenberg írta le 1838-ban a Die Infusionstierchenben, és 1887-ben egészítette ki Ernst Haeckel, aki a Radiolariába sorolta. 1993-ban az Actinopoda Calkins 1902 főosztályba sorolta Thomas Cavalier-Smith.
Hollande et al. a Polycystina központi kapszulájának és a páncélos ostorosok cortexének hasonlósága alapján feltételezte rokonságukat, később kiderült azonban, hogy bár azonos csoportban (Sar) vannak, nem testvérek – előbbi a Rhizaria, utóbbi az Alveolata tagja.
Orsi et al. 2011-es tanulmányukban a Polycystinát nem tekintették taxonnak annak polifiletikus volta miatt. Bár a Spumellaria és a Polycystina kizárólag 18S rDNS alapján polifiletikus csoportok, 18S és 28S rDNS, illetve 28S rRNS alapján mindkettő monofiletikus. Előbbi azt jelenti, hogy az ásványi anyagokban dús külső váz a sugárállatkákban egynél többször, míg utóbbi azt, hogy valószínűleg egyszer jelent meg.

## Genetika
Magi DNS-e a standard (1-es), mitokondriális DNS-e a penészgomba-, protozoon-, Coelenterata-mitokondrium (4-es), plasztisz-DNS-e a bakteriális, archea- és növényplasztisz-átírásitábla (11-es) szerint íródik át.
Az antarktiszi üledék-DNS (sedaDNS) 9,5%-át adja.

## Filogenetika
Egy 158 taxonból álló fán, melynek a Microheliella maris nem része, egy lánc szerint a Radiozoa parafiletikus lehet, mivel a likacsosházúak testvércsoportjaként jelent meg a Polycystina.

## Fosszíliák
A Polycystina és a likacsosházúak kemény sejtváza egymástól függetlenül fejlődött ki, így a legjobban fosszilizálódtak. Összetett szilikátos vázuk könnyen fosszilizálódik, és hamar a tengeri üledékben fontos szereplővé válik, így a tengeri plankton evolúciójának tanulmányozásához fontos csoporttá válik. Mivel az egyes fajok opálváza eltérő erősségű, eltérő mértékben őrződnek meg fosszíliái, ezenkívül a niche is befolyásolja megőrződésüket – a mélyebben élő fajok az üledék-víz felszín kisebb távolsága miatt gyakrabban őrződnek meg, mivel a váztörés vagy az oldódás ritkább.
A Nassellaria átlagos fajélettartama 8,39, a Spumellariáé 9,62, a Collodariáé 6,62 Ma volt a Déli-óceánban, azonban ez utóbbi adat Trubovitz 2023-as tanulmányában nem bizonyult erősnek, mivel csupán 15 taxont vizsgáltak belőle, és a különbsége nem volt szignifikáns. Ezzel szemben a Csendes-óceán keleti felének Egyenlítőhöz közeli részén a Nassellaria fajélettartama 3,8, a Spumellariáé 3,58, a Collodariáé 3,34 Ma volt, de a különbség itt se volt szignifikáns. Tehát a Polycystina rendjei közel azonos élettartamú fajokkal rendelkezhetnek. A sugárállatkák fajélettartamát a Déli- és a Csendes-óceánban se befolyásolta legnagyobb és átlagos relatív gyakoriságuk.

## Fordítás
Ez a szócikk részben vagy egészben  a   Polycystine című angol Wikipédia-szócikk ezen változatának fordításán alapul.  Az eredeti cikk szerkesztőit annak laptörténete sorolja fel. Ez a jelzés csupán a megfogalmazás eredetét és a szerzői jogokat jelzi, nem szolgál a cikkben szereplő információk forrásmegjelöléseként.